# BG-8滑翔機
Briegleb BG-08是一款1940年代由William G. Briegleb設計的雙座滑翔機。

## 發展
BG-08是一款高翼串聯兩座滑翔機，採用鋼管-織物機身、帶有織物覆蓋的木質機翼和金屬和織物尾翼。型號證書於1942年12月31日獲得批准。
這架滑翔機是由美國滑翔機公司製造。1942年，共三架滑翔機在美國陸軍航空兵團服役。

## 型號
BG-08
公司的編號
XTG-13
美國陸軍航空兵團的1架用於評估的BG-8，後於1942年作為訓練滑翔機
TG-13
美國陸軍航空兵團給予2架BG-8的編號，後於1942年作為訓練滑翔機

### 註記
1. ↑   (PDF).   [2023-11-13]. （原始内容 (PDF)存档于2016-11-13）.
2. 1 2 3  Andrade 1979, p. 170

### 書目
- Andrade, John. . Midland Counties Publications. 1979. ISBN 0-904597-22-9.